# Daniel Bergman
För författaren Anders Erik Daniel Bergman, se Erik Dan Bergman (1869–1932).
Daniel Sebastian Bergman, född 7 september 1962 i Danderyd, Stockholms län, är en svensk filmregissör och sjuksköterska. 

## Biografi
Daniel Bergman började praktisera inom filmproduktion 1975 som passarassistent på Trollflöjten. Under 1980-talet arbetade han som passare och filmelektriker, bland annat på inspelningarna av Sally och friheten, Fanny och Alexander, Offret och Il Capitano.
Han har regisserat ett dussin kortfilmer och TV-produktioner samt två långfilmer, Söndagsbarn (1992) och Svenska hjältar (1997). Efter inspelningen av dokumentärfilmen Prioritet ett (2002) om ambulanspersonal bestämde han sig för att utbilda sig till sjuksköterska.
År 2021 gav Bergman ut sin självbiografi Hjärtat. Han beskriver sin barndom med barnsköterska och begränsad tillgång till sin pappa, hur han så småningom lämnade sin utstakade bana som filmare för att utbilda sig i ett yrke (sjuksköterska) där det "inte finns några masker och inga tillgjorda repliker". Genom Bergmans egen sköra livstråd med både MS och ett hjärtfel blir han skildrad både som patient och vårdare.

### Familj
Daniel Bergman är son till Ingmar Bergman och Käbi Laretei och halvbror till Lena, Eva, Jan, Anna och Mats Bergman samt Ingmar jr, Linn Ullmann och Maria von Rosen.

## Filmografi, i urval
- 1987 – Ägget
- 1988 – Nypan Projektionisten
- 1989 – Go´natt herr luffare
- 1989 – Kajsa Kavat
- 1990 – Storstad avsnitt 1+2 & 6-8
- 1992 – Söndagsbarn
- 1997 – Svenska hjältar
- 1998 – Förhörsledarna (Dokumentär)
- 2002 – Prioritet ett (Dokumentär)